# 三重県道722号礫浦押淵線
三重県道722号礫浦押淵線（みえけんどう722ごう さざらうらおしぶちせん）は、三重県度会郡南伊勢町を通る一般県道である。国道260号との重複区間が多い。

## 概要

### 路線データ
- 起点：度会郡南伊勢町礫浦（礫八幡神社付近北緯34度18分44秒 東経136度40分17秒 / 北緯34.31222度 東経136.67139度）
- 終点：度会郡南伊勢町押渕（押渕口バス停付近北緯34度19分45秒 東経136度37分53秒 / 北緯34.32917度 東経136.63139度）
- 総延長：6,265m[1]

## 歴史
礫浦地区は漁業集落であり、海路は発達していたが、明治時代まで陸路はほとんど整備されていなかった。そこで住民が協議を重ね、この路線を完成させた。また、同様の課題をもっていた迫間浦地区は御木本幸吉の寄付を受け、トンネルを掘削した。現在の「礫浦押淵線」は両者を合わせた路線を基にしている。
- 1901年（明治34年） - 道路開設計画を礫浦の住民が策定[2]。
- 1902年（明治35年） - 道路開通[2]。
- 1933年（昭和8年） - 迫間隧道（旧トンネル）開通[3]。
- 1961年 - 1962年（昭和36年 - 37年） - 道路拡幅・舗装工事実施[2]。
- 1974年（昭和49年） - 迫間トンネル（新トンネル）開通[3]。

## 路線状況

### 重複区間
- 国道260号（南伊勢町相賀浦 - 終点）

### 迫間隧道
- 陸上交通の遅れていた迫間浦地区の道路改修は長年の懸案だったが、資金難で遅々として進まなかった。そのような折に御木本幸吉が同区に真珠の養殖場を開設する際、15,000円を寄付したためこれを原資として時の三重県議会議員小切間重三郎の働きかけで三重県の補助工事としてトンネルが建設された。起工は1926年（大正15年）7月で、1933年（昭和8年）8月に開通した[3]。
- これを記念して現地には竣工記念碑が設置されている[3]。
- 延長：220m、幅員：5.5m、高さ：4.0m。
- 現在は1974年（昭和49年）2月開通の「迫間トンネル」（延長242m、幅員8m、高さ4.5m[3]）にその役割を譲っている。トンネル自体は現存し、南伊勢町道となっているが、通行止めである。

## 地理
礫浦の漁業集落を出発し、相賀大池に沿って進み、国道260号に接続。以降終点まで重複区間となる

### 通過する自治体
- 三重県度会郡南伊勢町

### 接続する道路
- 国道260号（南伊勢町相賀浦）

### 沿線
- 相賀ニワ浜キャンプ場
- 相賀大池 - 五ヶ所湾の海跡湖
- 南伊勢町立南海小学校